# Francesca Gagnon
Francesca Gagnon (Montréal, 6 agosto 1957) è una cantante canadese.

## Biografia
Francesca Gagnon ha studiato piano e danza dall'età di 10 anni. Ha studiato in seguito musica presso l'Università del Québec. Ha partecipato a diversi programmi televisivi. Nel 1986 ha registrato il suo primo album, dal 1994 al 2002 ha lavorato per il  Cirque du Soleil, per il quale ha cantato uno dei brani più famosi legato alla compagnia circense, Alegria.

## Riconoscimenti
- Juno Award, (premio canadese) nomination, come la più promettente vocalist femminile dell'anno

## Discografia[1]
| Anno | Titolo                      | Note                  |
| ---- | --------------------------- | --------------------- |
| 2010 | Meridiano                   | con gli Inti-Illimani |
| 2005 | Hybride                     | -                     |
| 2004 | Le Best of Cirque du Soleil | Compilation           |
| 1999 | Au delà des couleurs        | -                     |
| 1994 | Alegría                     | Cirque du Soleil      |
| 1988 | Francesca                   | -                     |
| 1985 | Magie                       | -                     |